# Metro v Kapitolu Spojených států amerických

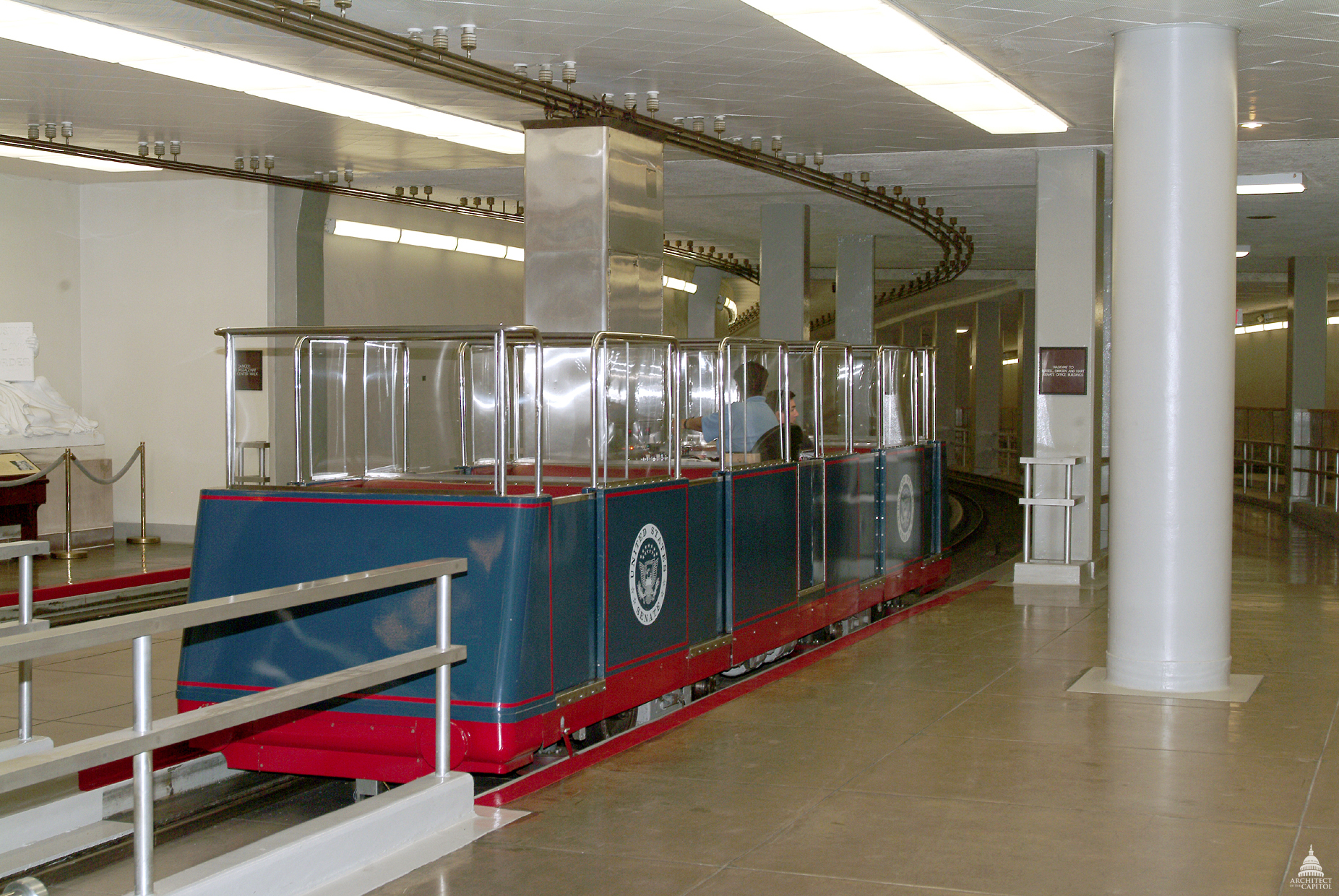
Vozidlo s otevřenou kabinou na lince Russel Senate Building – Kapitol v roce 2003

Metro v areálu Kapitolu Spojených států (anglicky Capitol Subway System) je samostatná síť tří krátkých podzemních drah přepravujících převážně členy kongresu mezi několika jednotlivými budovami komplexu Kapitolu v hlavním městě Spojených států. Dvě dráhy užívají vozidla s řidičem a jedna automatický people mover. Mimo zasedání je síť přístupná veřejnosti, respektive návštěvníkům Kapitolu. Podél tratí je pěší koridor, který někteří zákonodárci preferují. Jízda do Kapitolu trvá 60–90 sekund.

## Historie

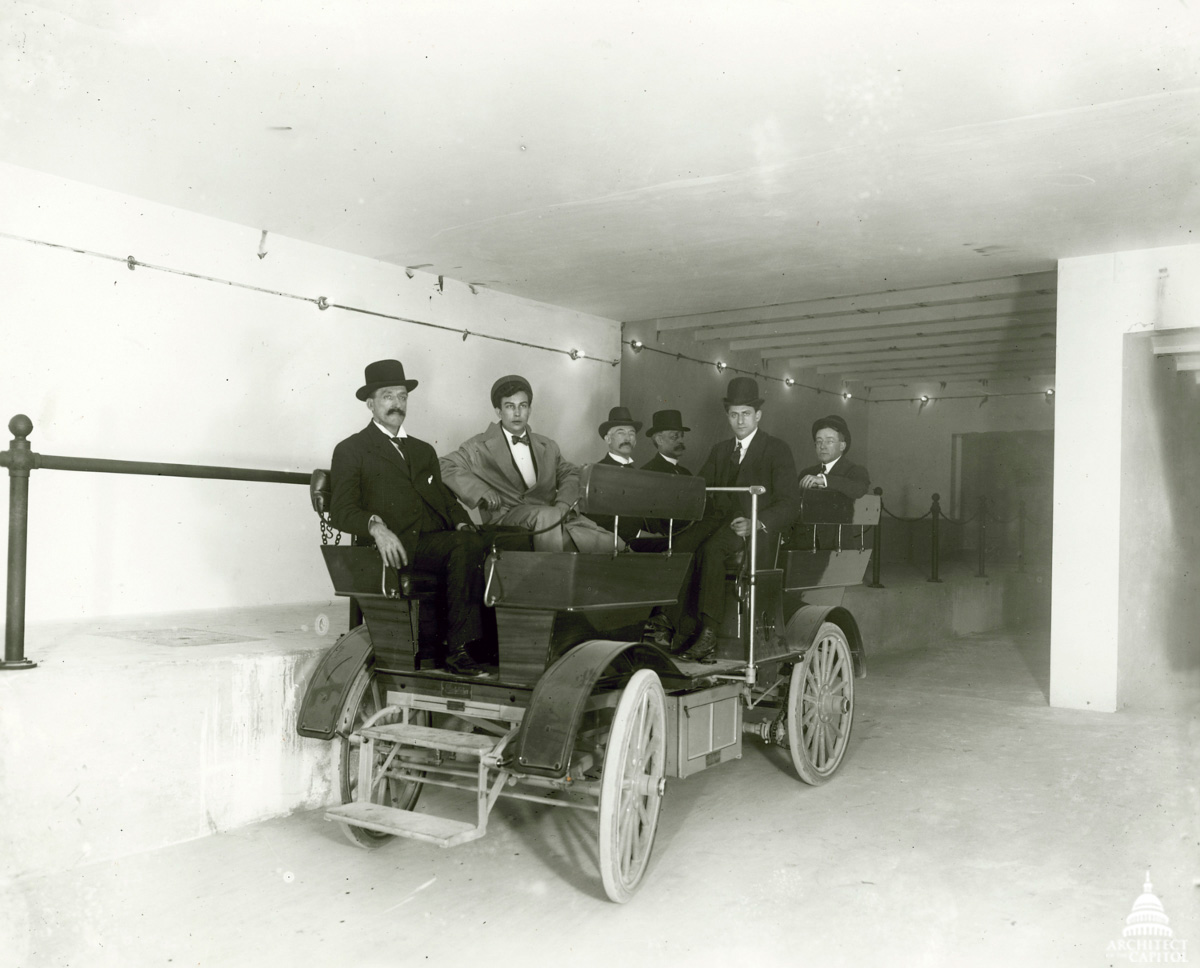
Nejstarší dopravní prostředek podzemní dráhy užívaný mezi lety 1909–1912

První linka vznikla v roce 1909 a spojovala Russell Senate Office Building s Kapitolem. Původně byly kanceláře senátorů přímo v budově Kapitolu, po dokončení Russellovy samostatné kancelářské budovy v roce 1908 nastala potřeba rychlé přepravy členů senátu na hlasování do zasedací síně. Těch bývá ve 21. století během jednoho roku v řádu stovek. Obsluhována byla nejdříve elektrickými automobily značky Studebaker, které byly v roce 1912 nahrazeny jednokolejnicovou tratí. Tato linka prošla řadou modernizací, naposledy v roce 1994. V roce 1960 byla postavena další trať do nové Dirksenovy kancelářské budovy. O pět let později byla spolu s otevřením budovy zprovozněna třetí linka do Rayburn House Office Building s kancelářemi členů Sněmovny reprezentantů. Trať z roku 1960 byla v roce 1982 prodloužena do zatím poslední zastávky v nové budově Hart Senate Office Building. Trať Kapitol–Dirksen–Hart od roku 1993 obsluhuje automatický people mover.

## Užití
Během zasedání vlaky jezdí celý den a to až do pozdních hodin. Někteří členové kongresu tento systém neužívají (podél tratí vede pěší koridor) a to buď z preference (Hillary Clintonová, John Cornyn, Ben Cardin) nebo jako protest proti zbytečnému plýtvání peněz daňových poplatníků (Mike DeWine). Během kampaně pro volby prezidenta USA 1996 Republikánský kandidát Steve Forbes kritizoval pozdějšího výherce primárek a tehdejšího vůdce většiny senátu Boba Dolea za zbytečnou rekonstrukci systému za 18 milionů dolarů. Pokud zrovna neprobíhá hlasování, mohou, s výjimkou jednoho vozu vyhrazeného pro členy kongresu na trase Rayburn–Kapitol, tyto dopravní prostředky zdarma využít také návštěvníci Kapitolu v rámci jeho prohlídky.